# Trema micrantha
Trema micrantha är en hampväxtart som först beskrevs av Carl von Linné, och fick sitt nu gällande namn av Carl Ludwig von Blume. Trema micrantha ingår i släktet Trema och familjen hampväxter. Inga underarter finns listade i Catalogue of Life.

## Bildgalleri

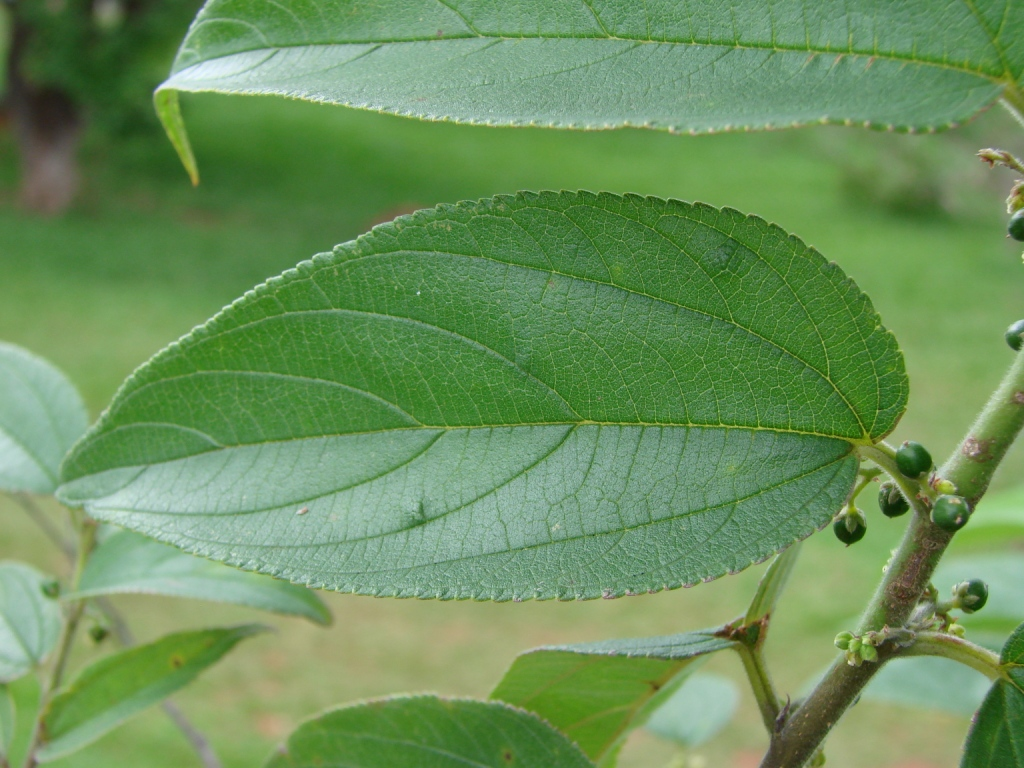